# Svensjön, Dalarna
Svensjön är en sjö i Falu kommun i Dalarna och ingår i Dalälvens huvudavrinningsområde. Sjön är 4 meter djup, har en yta på 0,456 kvadratkilometer och befinner sig 190 meter över havet. Vid provfiske har abborre, gers och mört fångats i sjön.

## Delavrinningsområde
Svensjön ingår i det delavrinningsområde (673338-151960) som SMHI kallar för Utloppet av Svensjön. Medelhöjden är 226 meter över havet och ytan är 6,55 kvadratkilometer. Det finns inga avrinningsområden uppströms utan avrinningsområdet är högsta punkten. Vattendraget som avvattnar avrinningsområdet har biflödesordning 3, vilket innebär att vattnet flödar genom totalt 3 vattendrag innan det når havet efter 257 kilometer. Avrinningsområdet består mestadels av skog (77 procent). Avrinningsområdet har 0,46 kvadratkilometer vattenytor vilket ger det en sjöprocent på 7 procent.